# Desafío 2004: La aventura
Desafío 2004: La Aventura fue el primer programa de la serie colombiana de concursos de telerrealidad Desafío. Fue realizado en el municipio de Samaná de República Dominicana.
Fue emitido por el Canal Caracol en el segundo semestre de 2004.

## Desarrollo de las competiciones
Como todos los programas que comparten este formato, estaba basado en competiciones en las cuales los participantes medían su fuerza, su habilidad, su equilibrio, etc. 
En este programa se dividió a los participantes entre tres equipos, que se identificaban con un nombre y se distinguían con un color.

## Equipos
| Celebridades                | Supervivientes          | Retadores         |
| --------------------------- | ----------------------- | ----------------- |
| Paula Andrea Betancourt     | Rafael Barrera          | Paula Domínguez   |
| Isabella Santodomingo       | Mónica Londoño          | Francisco Escobar |
| Carlos "El Pibe" Valderrama | Luisa Fernanda Bejarano | Mario Espitia     |
| Juan Carlos Vargas          | Iván Darío Correa       | Leidy Farith Polo |
| Patricia Castañeda          | Marlon Restrepo         | Elsa Velásquez    |
| Juan David Posada           | Juliana Posso           | Santiago Zuleta   |

## Resultados

### Desafíos Territoriales
| Prueba | Playa Alta     | Playa Media    | Playa Baja     |
| ------ | -------------- | -------------- | -------------- |
| 0      | Celebridades   | Sobrevivientes | Retadores      |
| 1      | Retadores      | Celebridades   | Sobrevivientes |
| 2      | Retadores      | Celebridades   | Sobrevivientes |
| 3      | Sobrevivientes | Celebridades   | Retadores      |
| 4      | Sobrevivientes | Retadores*     | Celebridades   |
| 5      | Sobrevivientes |                | Celebridades   |
| 6      | Celebridades   |                | Sobrevivientes |
| 7      | Sobrevivientes |                | Celebridades   |
| 8      | Sobrevivientes |                | Celebridades   |
| 9      | Sobrevivientes |                | Celebridades   |

* Última aparición del equipo Retadores antes de su desaparición del juego.

### Tabla de Eliminación
|             | Etapa 1   | Etapa 1   | Etapa 1   | Etapa 1   | Etapa 2   | Etapa 2   | Etapa 2   | Etapa 2   | Etapa 2   | Fusión     | Fusión    | Fusión    | Fusión    | Fusión    | Fusión    | Fusión    | Fusión    | Fusión     | Fusión |
| 1           | 2         | 3         | 4         | 5         | 6         | 7         | 8         | 9         | 10        | 11         | 12        | 13        | 14        | 15        | 16        | 17        | 18        | Gran Final |        |
| ----------- | --------- | --------- | --------- | --------- | --------- | --------- | --------- | --------- | --------- | ---------- | --------- | --------- | --------- | --------- | --------- | --------- | --------- | ---------- | ------ |
| Paula A.    | Juez      | Juez      | Inmune    | Juez      | Riesgo    | Juez      | Continúa  | Juez      | Juez      |            | Continúa  | Continúa  | Inmune    | Continúa  | Salvación | Salvación | Juez      | Finalista  | 1°     |
| Mónica      | Inmune    | Continúa  | Juez      | Inmune    | Juez      | Continúa  | Juez      | Continúa  | Continúa  |            | Continúa  | Inmune    | Continúa  | Inmune    | Continúa  | Inmune    | Continúa  | Finalista  | 2°     |
| Isabella    | Juez      | Juez      | Inmune    | Juez      | Continúa  | Juez      | Continúa  | Juez      | Juez      |            | Continúa  | Continúa  | Continúa  | Continúa  | Juez      | Juez      | Continúa  | 3°         |        |
| Marlon      | Inmune    | Continúa  | Juez      | Inmune    | Juez      | Riesgo    | Juez      | Inmune    | Continúa  |            | Salvación | Continúa  | Salvación | Juez      | Continúa  | Riesgo    | Eliminado |            |        |
| Juan Carlos | Juez      | Juez      | Inmune    | Juez      | Inmune    | Juez      | Salvación | Juez      | Juez      |            | Continúa  | Salvación | Continúa  | Continúa  | Inmune    | Eliminado |           |            |        |
| Paula       | Continúa  | Inmune    | Continúa  | Continúa  | Juez      | Riesgo    | Juez      | Salvación | Salvación |            | Riesgo    | Continúa  | Juez      | Salvación | Eliminada |           |           |            |        |
| Juan David  | Juez      | Juez      | Inmune    | Juez      | Continúa  | Juez      | Inmune    | Juez      | Juez      |            | Inmune    | Juez      | Riesgo    | Eliminado |           |           |           |            |        |
| Mario       | Continúa  | Inmune    | Continúa  | Eliminado |           |           |           |           |           | Regresa    | Riesgo    | Continúa  | Eliminado |           |           |           |           |            |        |
| Iván        | Inmune    | Continúa  | Juez      | Inmune    | Juez      | Salvación | Juez      | Continúa  | Inmune    |            | Juez      | Eliminado |           |           |           |           |           |            |        |
| Pibe        | Juez      | Juez      | Inmune    | Juez      | Continúa  | Juez      | Continúa  | Juez      | Juez      |            | Eliminado |           |           |           |           |           |           |            |        |
| Rafael      | Inmune    | Continúa  | Juez      | Inmune    | Juez      | Continúa  | Juez      | Continúa  | Eliminado | No elegido |           |           |           |           |           |           |           |            |        |
| Santiago    | Continúa  | Inmune    | Salvación | Continúa  | Juez      | Inmune    | Juez      | Eliminado |           |            |           |           |           |           |           |           |           |            |        |
| Leidy       | Salvación | Inmune    | Riesgo    | Salvación | Salvación | Juez      | Eliminada |           |           |            |           |           |           |           |           |           |           |            |        |
| Juliana     | Inmune    | Salvación | Juez      | Inmune    | Juez      | Eliminada |           |           |           |            |           |           |           |           |           |           |           |            |        |
| Patricia    | Juez      | Juez      | Inmune    | Juez      | Eliminada |           |           |           |           | Pierde     |           |           |           |           |           |           |           |            |        |
| Elsa        | Continúa  | Inmune    | Eliminada |           |           |           |           |           |           |            |           |           |           |           |           |           |           |            |        |
| Luisa       | Inmune    | Eliminada |           |           |           |           |           |           |           |            |           |           |           |           |           |           |           |            |        |
| Francisco   | Eliminado |           |           |           |           |           |           |           |           |            |           |           |           |           |           |           |           |            |        |

     El participante gana el desafío de salvación.
     El participante gana el desafío final.
     El participante va a juicio sin inmunidad y no recibe votos.
     El participante recibe votos en el juicio pero no es eliminado.
     El participante no recibe votos de eliminación en el juicio pero recibe el voto de salvación de los jueces.
     El participante recibe votos de eliminación en el juicio y recibe el voto de salvación de los jueces sin que esto altere el resultado de la votación.
     El participante recibe la mayoría de votos de eliminación en el juicio y recibe el voto de salvación de los jueces, implicando la eliminación del siguiente participante con mayor votación.
     El participante es eliminado de la competencia.
     El participante pierde la competencia por el reingreso.
     El participante gana la competencia por el reingreso.
     El participante es uno de los ganadores del Gran Desafío Final.

## Estadística de popularidad
Durante su emisión alcanzó la sexta posición en la lista de programas más vistos en la televisión colombiana.